# Tennis Open Karlsruhe 2024
Il Tennis Open Karlsruhe 2024 è stato un torneo maschile di tennis professionistico. È stata la 2ª edizione del torneo, facente parte della categoria Challenger 75 nell'ambito dell'ATP Challenger Tour 2024, con un montepremi di 73 000 €. Si è giocato dal 1° al 7 luglio 2024 sui campi in terra rossa del Tennisclub Rüppurr 1929 e.V. di Karlsruhe, in Germania.

## Partecipanti

### Teste di serie
| Nazionalità | Giocatore             | Ranking* | Testa di serie |
| ----------- | --------------------- | -------- | -------------- |
| Argentina   | Camilo Ugo Carabelli  | 100      | 1              |
| Slovacchia  | Jozef Kovalík         | 114      | 2              |
| Francia     | Pierre-Hugues Herbert | 140      | 3              |
| Libano      | Benjamin Hassan       | 156      | 4              |
| Kazakistan  | Denis Yevseyev        | 163      | 5              |
| Bolivia     | Hugo Dellien          | 173      | 6              |
| Ungheria    | Zsombor Piros         | 183      | 7              |
| Belgio      | Joris De Loore        | 191      | 8              |

* Ranking al 24 giugno 2024.

### Altri partecipanti
I seguenti giocatori hanno ricevuto una wild card per il tabellone principale:
- Diego Dedura-Palomero
- Justin Engel
- Nicola Kuhn

Il seguente giocatore è entrato in tabellone con il ranking protetto:
- Evan Furness

Il seguente giocatore è entrato in tabellone come alternate:
- Toby Kodat

I seguenti giocatori sono passati dalle qualificazioni:
- Liam Gavrielides
- Alexey Zakharov
- Edas Butvilas
- Max Hans Rehberg
- Robert Strombachs
- Niklas Schell

## Punti e montepremi
| Torneo    | Torneo              | V     | F     | SF    | QF    | 2T    | 1T  | Q | Q2  | Q1  |
| Singolare | Punti               | 75    | 44    | 22    | 12    | 6     | 0   | 4 | 2   | 0   |
| Singolare | Premi in denaro (€) | 9,880 | 5,820 | 3,450 | 2,000 | 1,165 | 720 | – | 360 | 185 |
| Doppio    | Punti               | 75    | 44    | 22    | 12    | –     | 0   | – | –   | –   |
| Doppio    | Premi in denaro (€) | 4,250 | 2,450 | 1,480 | 880   | –     | 500 | – | –   | –   |

## Campioni

### Singolare
Jozef Kovalík ha sconfitto in finale  Camilo Ugo Carabelli con il punteggio di 6–3, 7–6(2).

### Doppio
Jakob Schnaitter /  Mark Wallner hanno sconfitto in finale  Dan Added /  Grégoire Jacq con il punteggio di 6–4, 6–0.